# Gare de Culoz
Gare de Culoz – stacja kolejowa w Culoz, w departamencie Ain, w regionie Owernia-Rodan-Alpy, we Francji.
Została otwarta w 1857 przez Compagnie du chemin de fer de Lyon à Genève. Jest stacją Société nationale des chemins de fer français (SNCF), obsługiwaną przez pociągi TER Rhône-Alpes.